# Saturnino Iglesias Pérez
Saturnino Pedro Iglesias Pérez (Conil de la Frontera, Cádiz, 1954), más conocido como Nino Iglesias, es un agricultor y expolítico español del  Partido Socialista Obrero Español, alcalde de Conil de la Frontera desde 1991 a 1995. El segundo alcalde electo democráticamente del pueblo tras el fallecimiento de Francisco Franco.
Su padre fue Tomás Iglesias Romero y su madre Prudencia María Pérez González-Linares, y fue hermano del jurista Tomás Iglesias Pérez.
También es tío de la periodista y escritora María Iglesias, y del artista plástico Tomás Iglesias Real.

## Biografía
Se Licenció en ciencias políticas por la Universidad de Cádiz, donde estuvo casado con una docente nativa de Conil de la Frontera, los cuales se divorciaron y no llegaron a tener hijos.
Fue militante del PSOE, candidato a la secretaría General del Partido Socialista Obrero Español, y al Senado por Cádiz, no siendo elegido.
El 19 de diciembre de 1991 es investido alcalde de su localidad natal tras el cese de Diego Leal Ramírez, hasta el 17 de junio de 1995, tras ganar Izquierda Unida las elecciones, con 8 concejales, mientras que el Partido Socialista Obrero Español consiguió 4, dejando la alcaldía, y siendo sucedido por Antonio Roldán Muñoz. 
Tras dejar la política, se ha dedicado a cultivar aloe vera.